# Parque nacional de Tiflis
El Parque Nacional de Tiflis ( en georgiano: ლილისის ეროვნული პარკი ), se encuentra a 25 kilómetros al norte de la ciudad de Tiflis, en la cordillera Saguramo-Yalno, cerca de la ciudad de Mtskheta. La parte principal del parque pertenece a la región Mtskheta-Mtianeta, y alguna parte de la región Kvemo-Kartli. Se encuentra a una altitud de 600 a 1,800 metros sobre el nivel del mar en las laderas de Ialnoyskaya (1874 m), Saguramskaya (1385 m) en las montañas de Sabadur e Iklivskoy. El área del parque es de 23,218 hectáreas.

## Descripción
El parque está dividido en cinco partes: Saguramo, Gldani, Martkopi, Gulelebi y Gardabani. El 90% del territorio está cubierto por bosques. Entre los árboles se encuentran: roble, haya, arce, sicomoro, sorbus y otros. Alrededor de 700 especies de plantas crecen en el parque (675 de ellas son perennes). De las especies de que hay en el parque, las más comunes son el haya y el roble. Formado por ellos ocupan 16.122 hectáreas, o el 92,9% de la superficie forestal, la proporción de coníferas es insignificante: 256 hectáreas (1,52%), el 5,7% restante corresponde a especies como arce, tilo, pera silvestre y otras.
Los mamíferos protegidos en el parque incluyen: ciervos, linces, osos eurasiáticos, zorros rojos y chacales. La fauna del parque está representada por varias especies de animales grandes, incluido el ciervo de raza blanca.
De acuerdo con el parque lleva varios ríos (Gldanula, Tedzami, Lochin  Alihevi y Norio) relacionados con la cuenca del río Kura, un gran número de lagos (el mayor Nakerala y Mamkodi) se encuentra en su territorio. Hay 76 manantiales con agua potable.
Las atracciones ubicadas dentro del parque incluyen: Monasterio de Jvari, Monasterio de Zedazeni, monasterio Mamkodsky, monasterio Martkopi, Iglesia Syatogo Grigolo, ruinas de la iglesia Asura Sakdari, el destruido Palacio Vedzhini, así como la casa-museo de Ilia Chavchavadze en el pueblo Saguramo.

## Infraestructura
La infraestructura del parque está menos desarrollada que en otros parques nacionales de Georgia. Sus comodidades incluyen varias áreas de pícnic al aire libre y la proximidad a Tiflis. En el territorio del parque hay tres rutas ciclistas. La carretera asfaltada que une Tiflis y Tianeti cruza la parte central del parque, atravesando la cordillera Saguramolalno. Un tramo de la carretera de circunvalación de Tiflis se extiende a lo largo del borde suroeste del parque.

## Historia
Fundado en 1973 sobre la base de la Reserva Nacional de Saguramo (establecida en 1946), es el parque nacional más antiguo de Georgia. A principios de la década de 2000, fue abandonada, por lo que fue privado de la condición de parque nacional. En 2007, reanudó sus actividades sobre la base de la Reserva Estatal de Saguram. A pesar de la falta de infraestructura turística, en 2013 se realizaron trabajos de marcaje de pistas de bicicleta en el parque. El trabajo fue llevado a cabo por la organización no gubernamental Green Borjomi con el apoyo financiero de una misión suiza.

## Galería

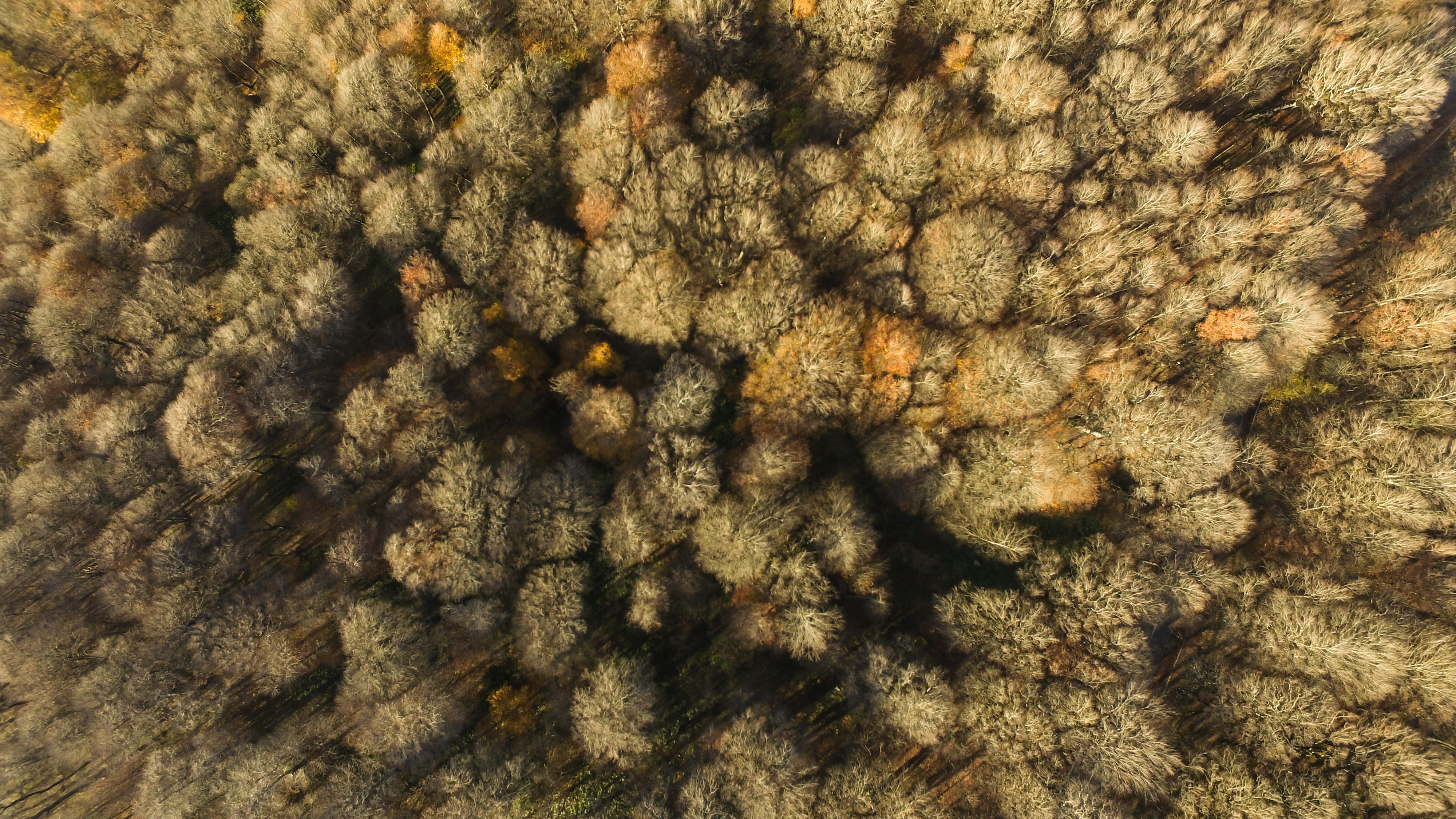
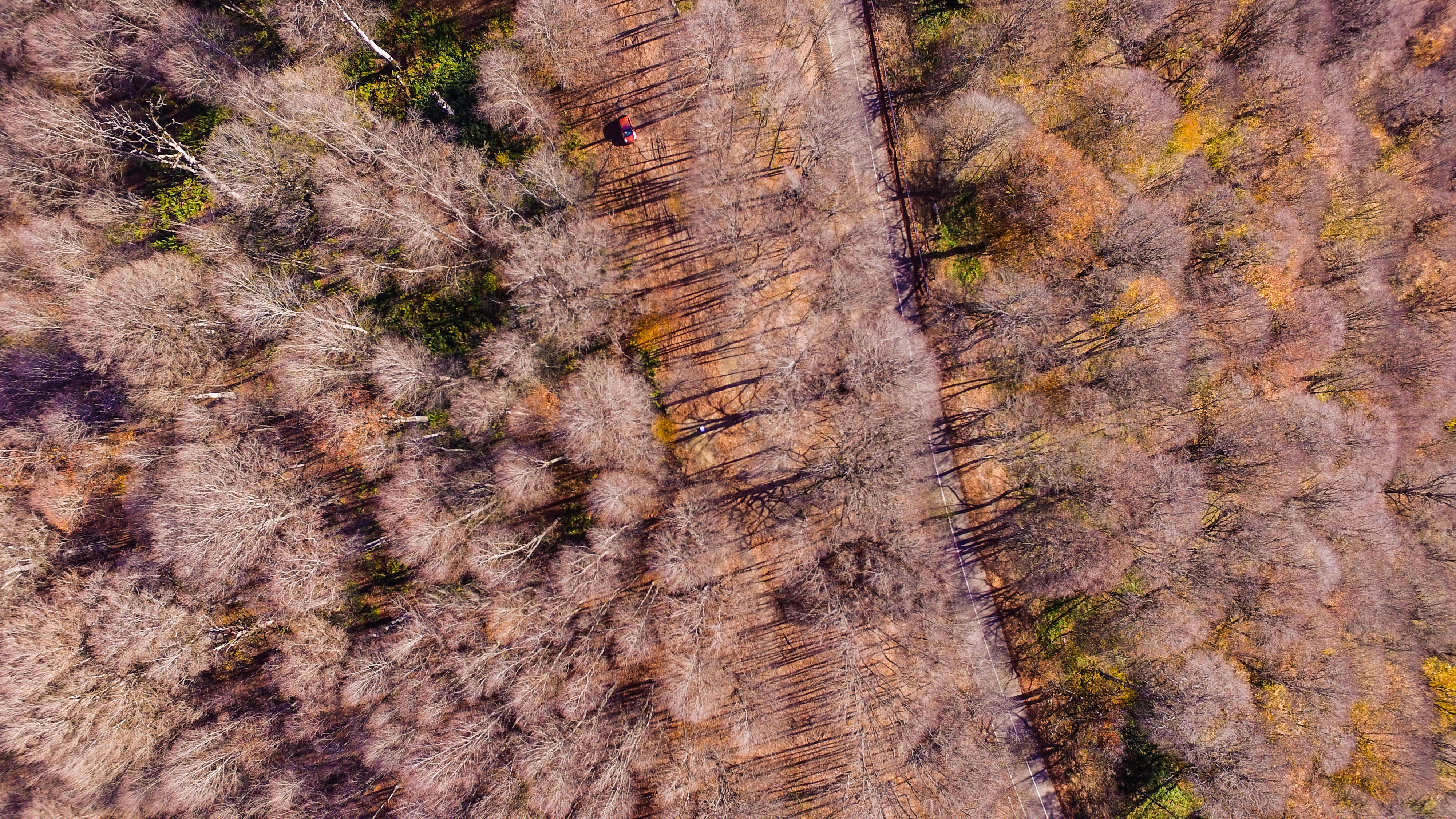
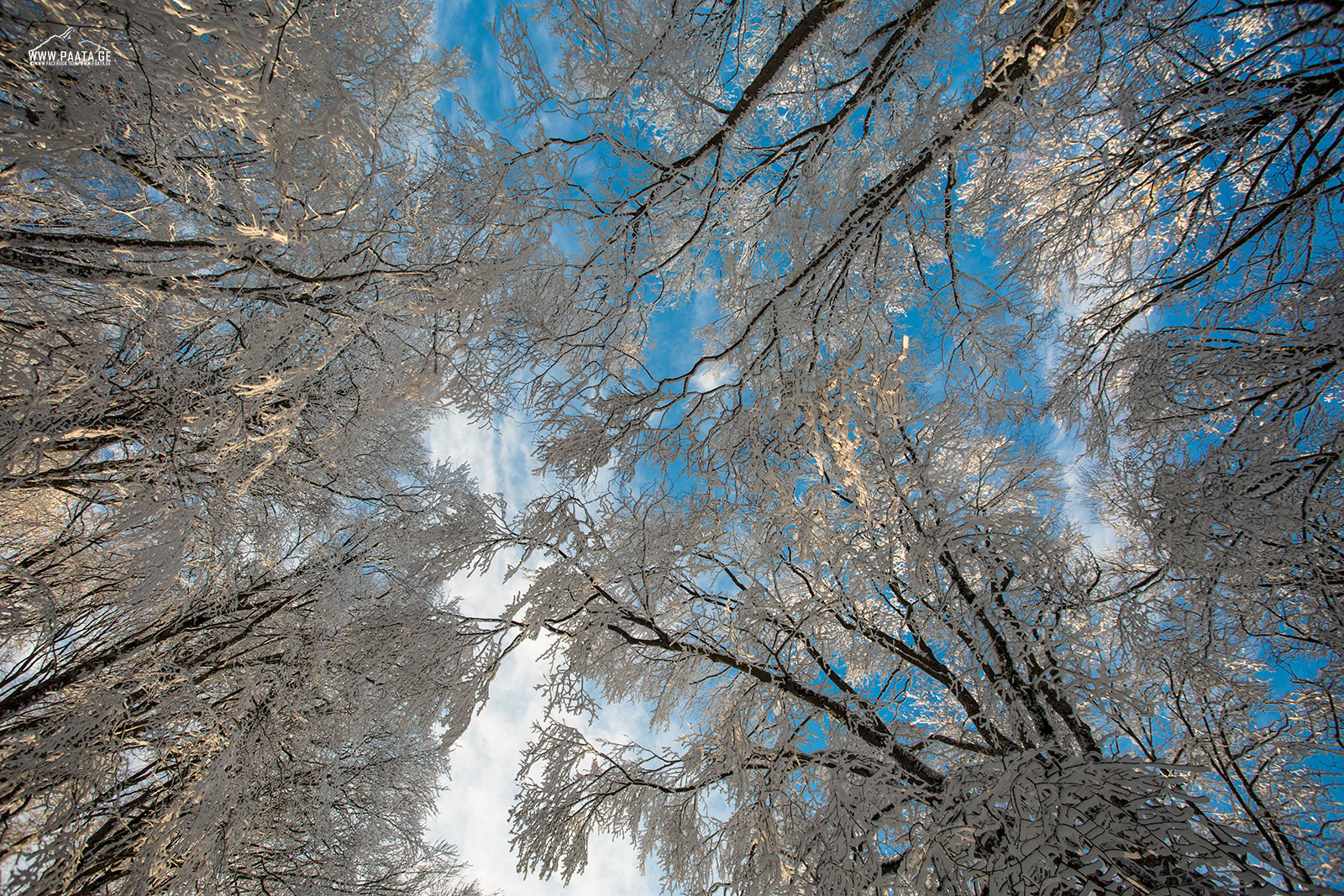
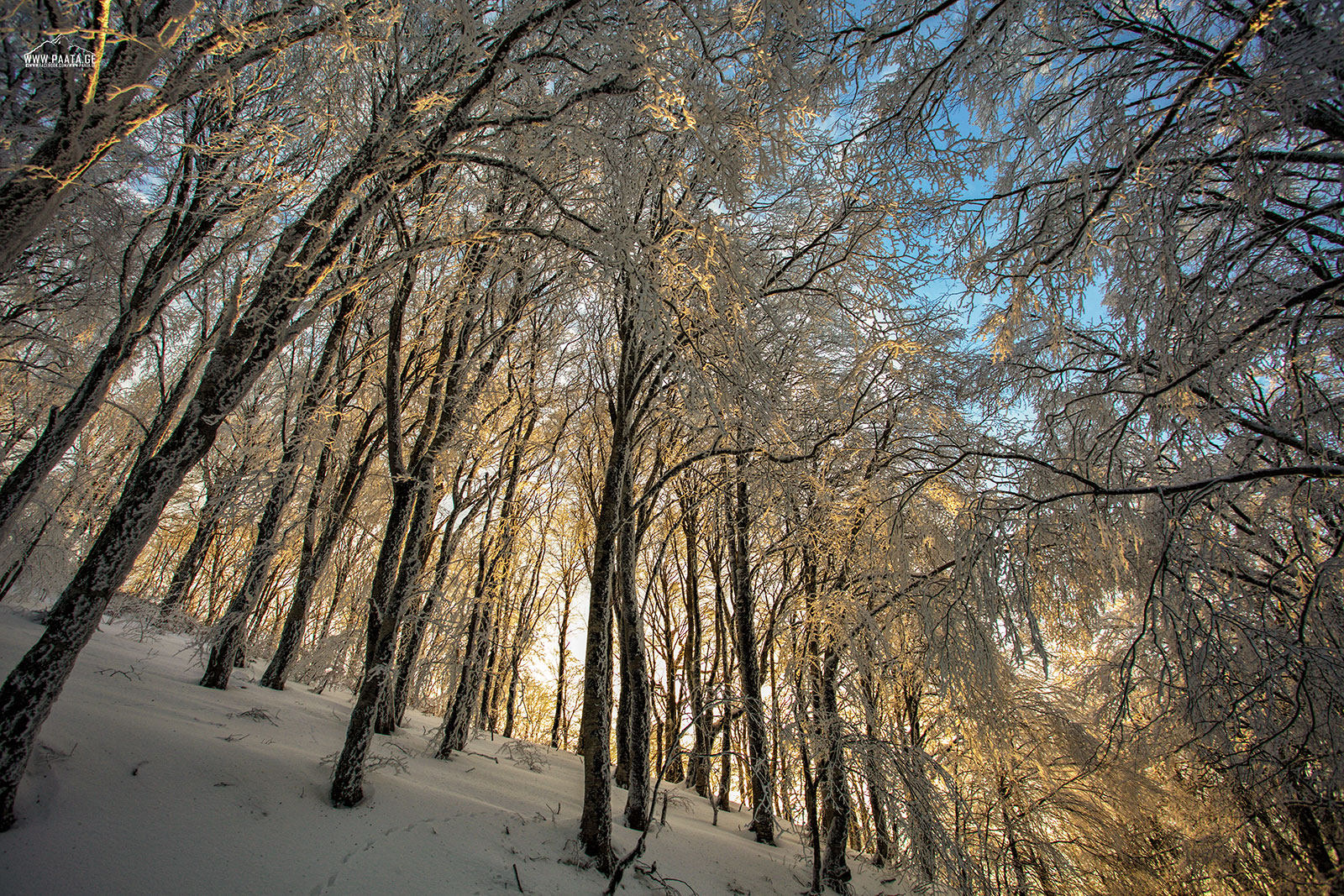
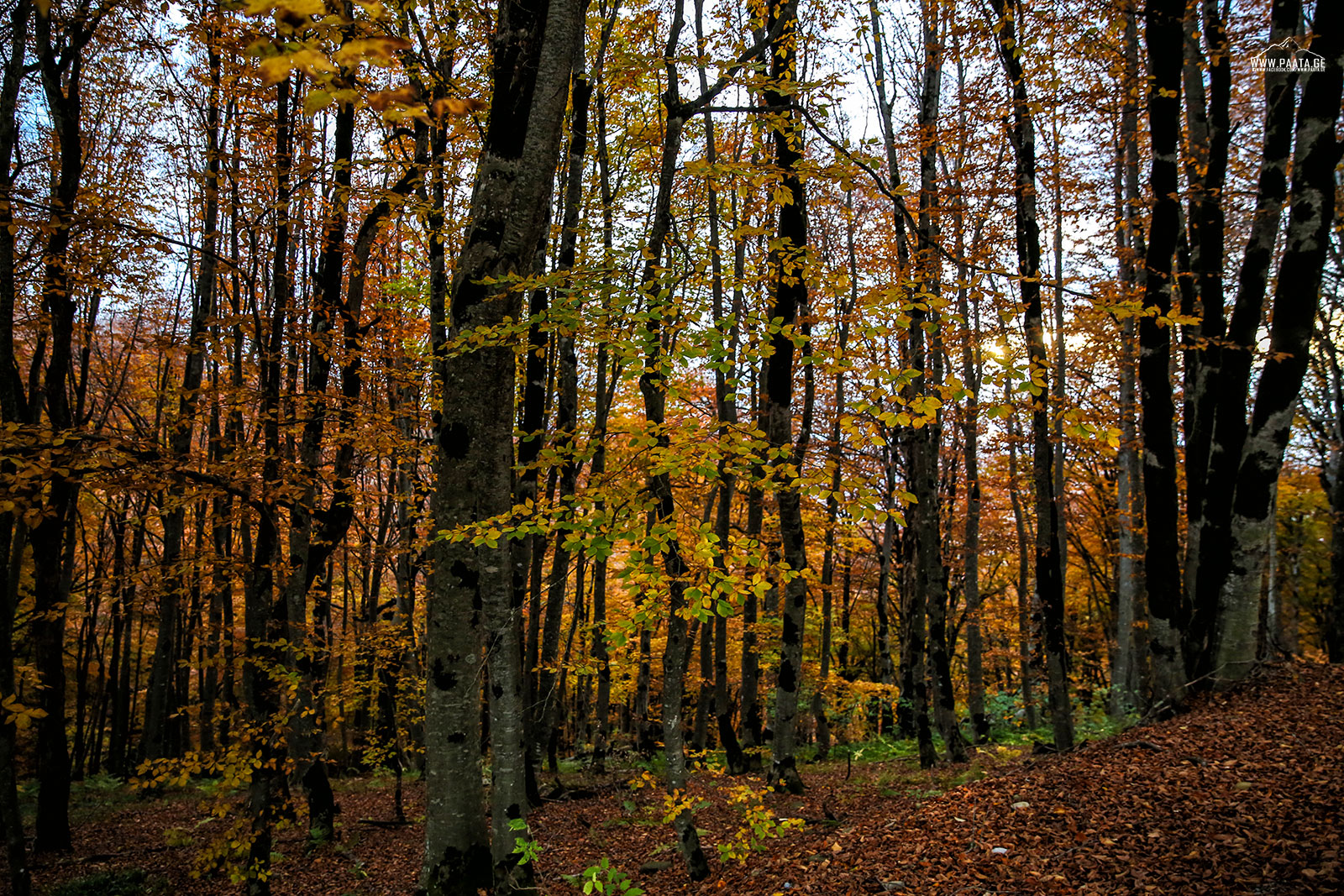
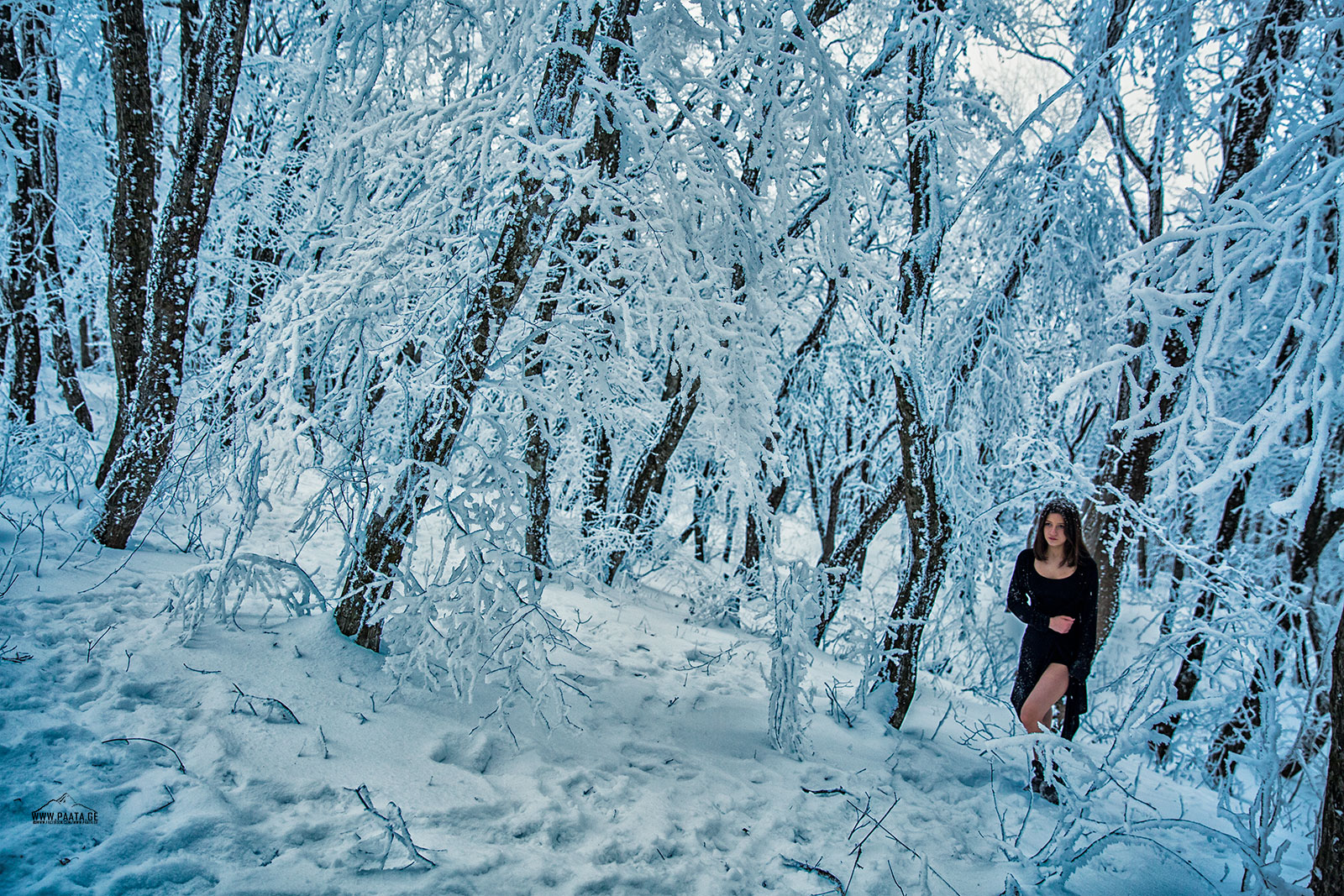
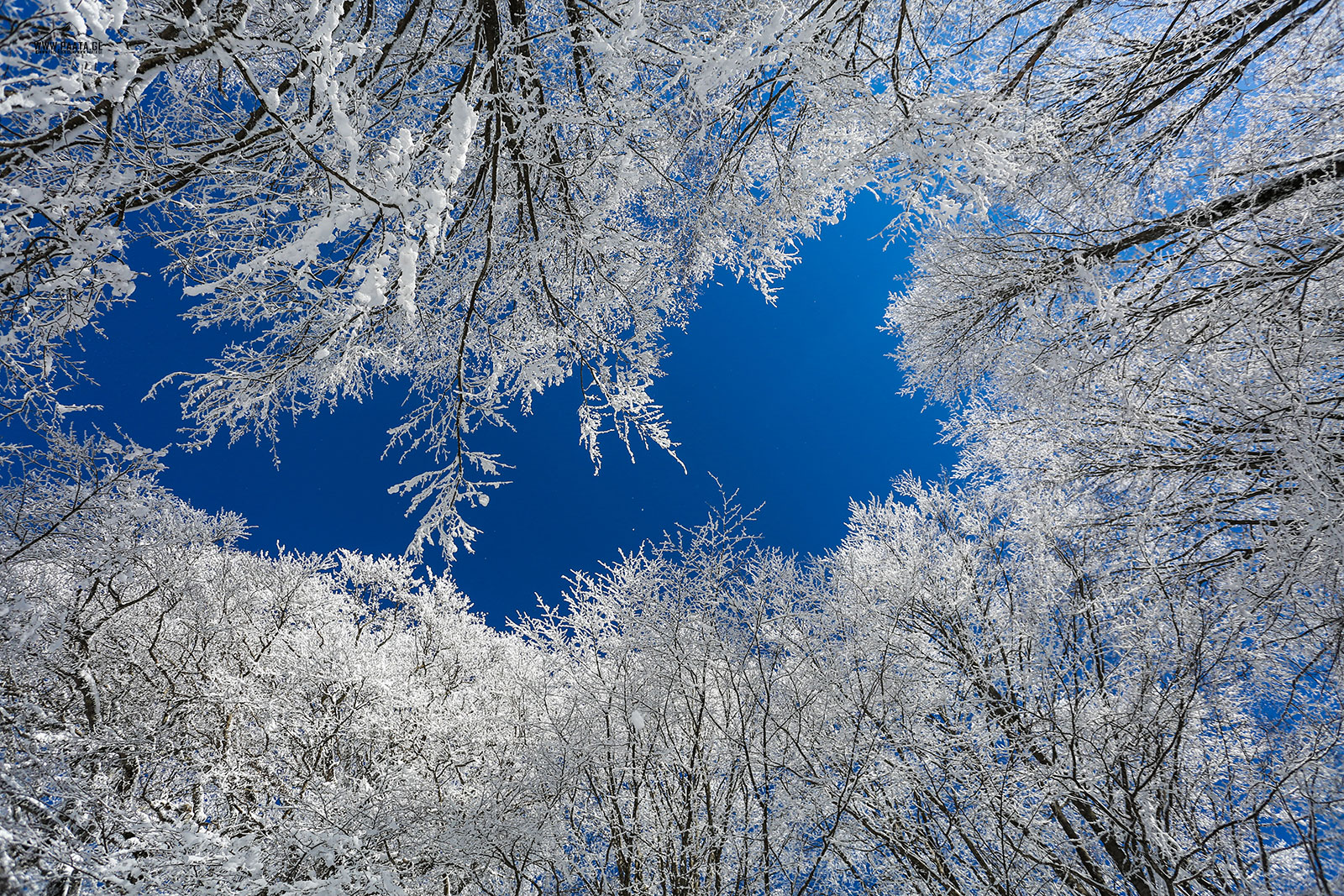
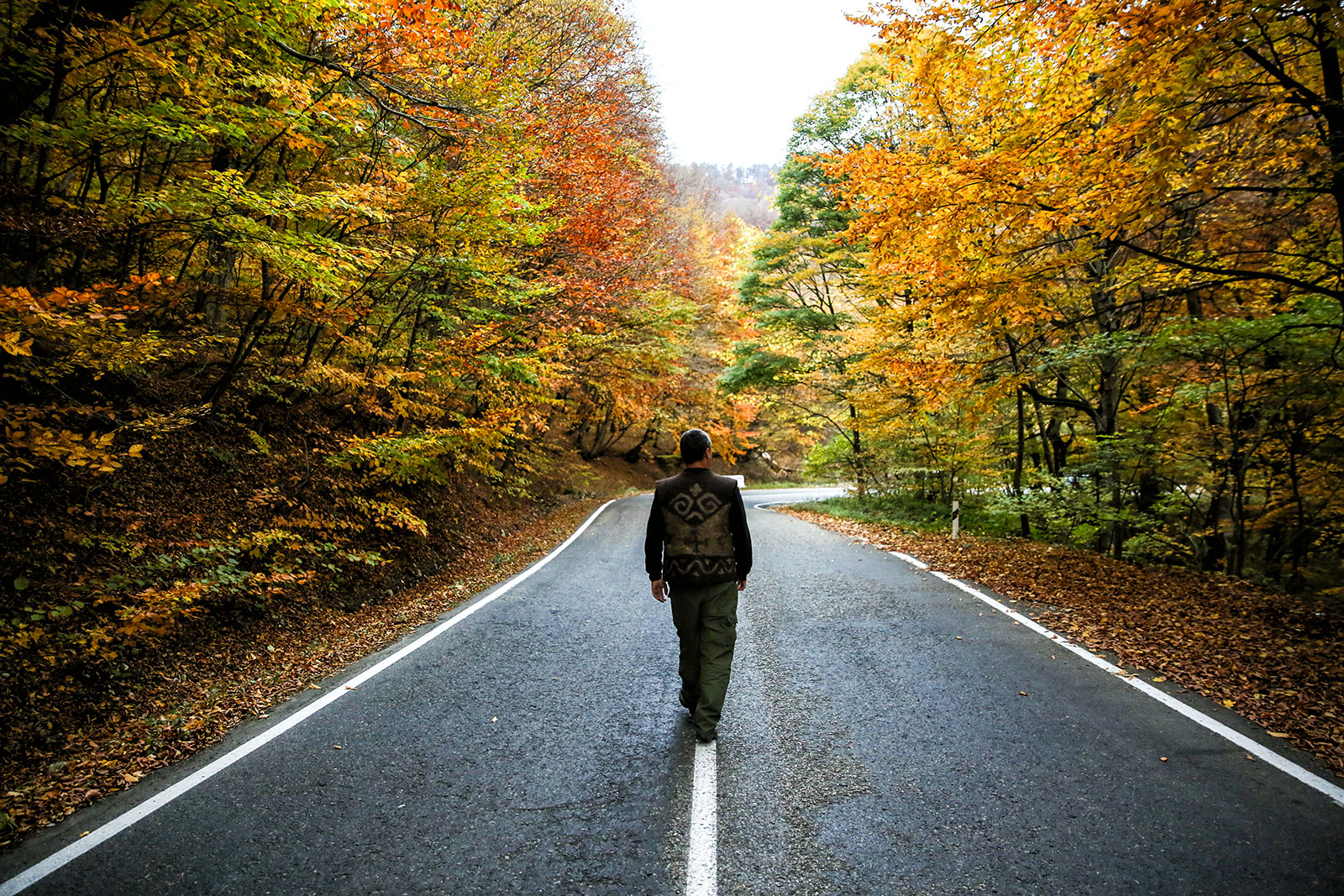
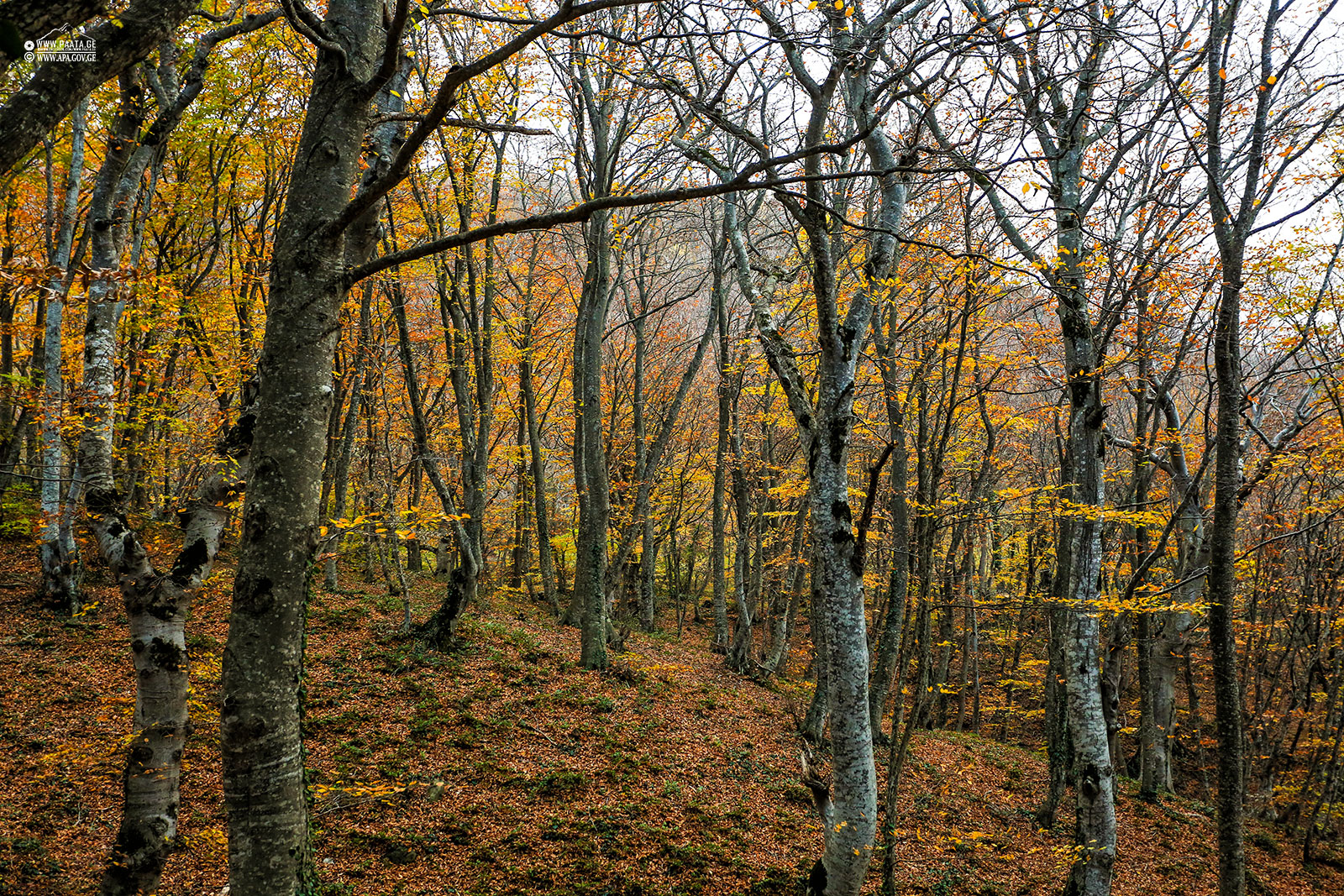
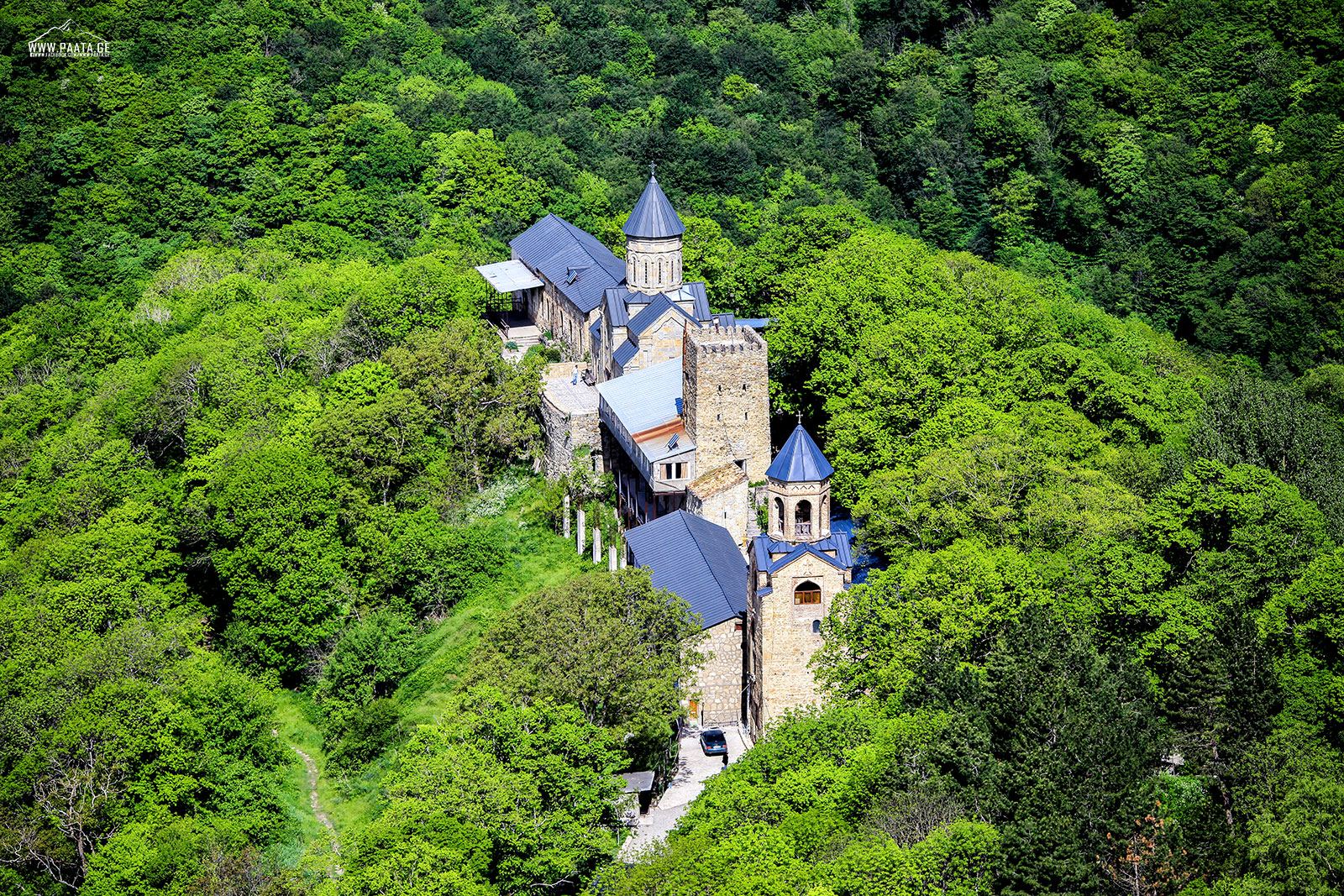
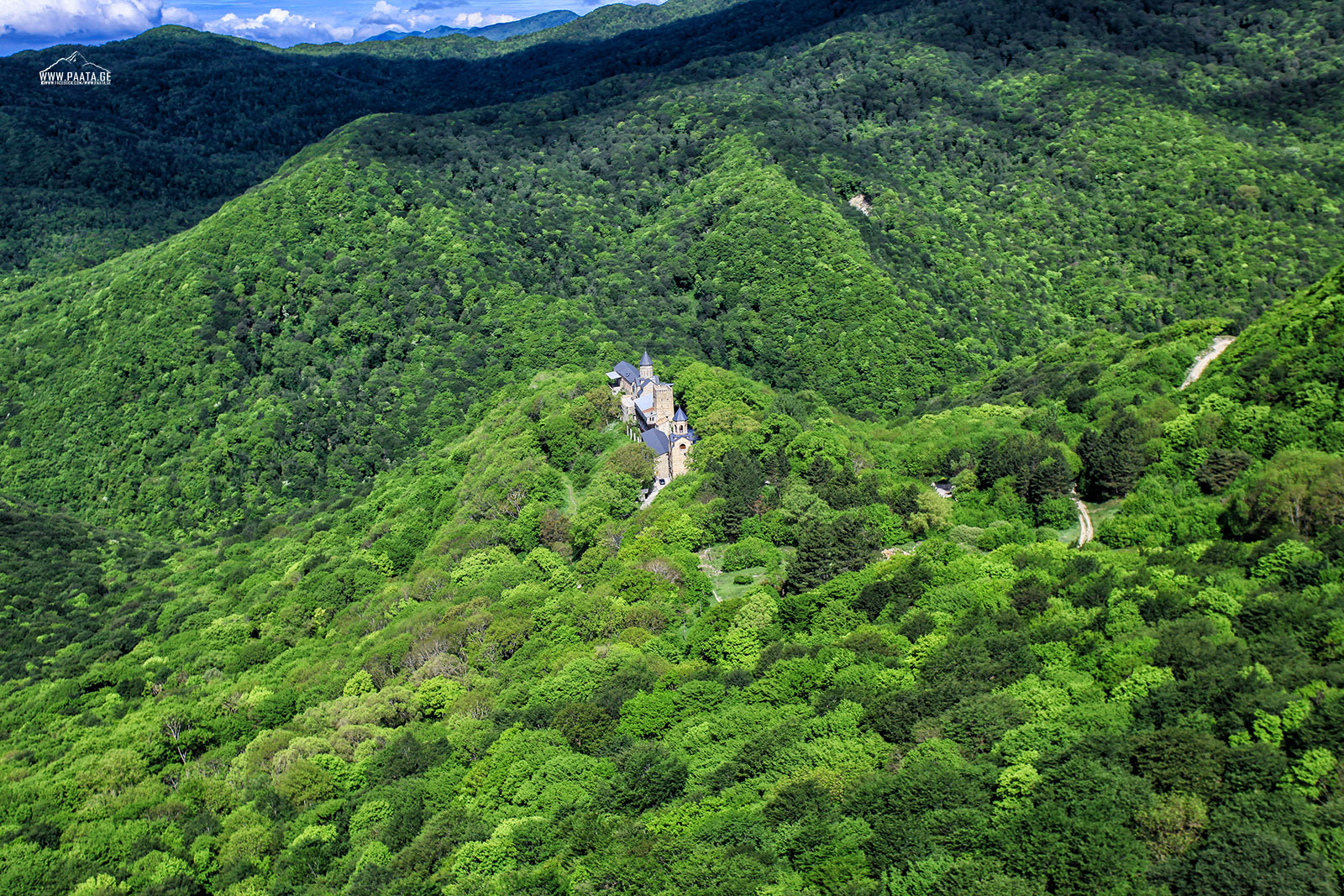
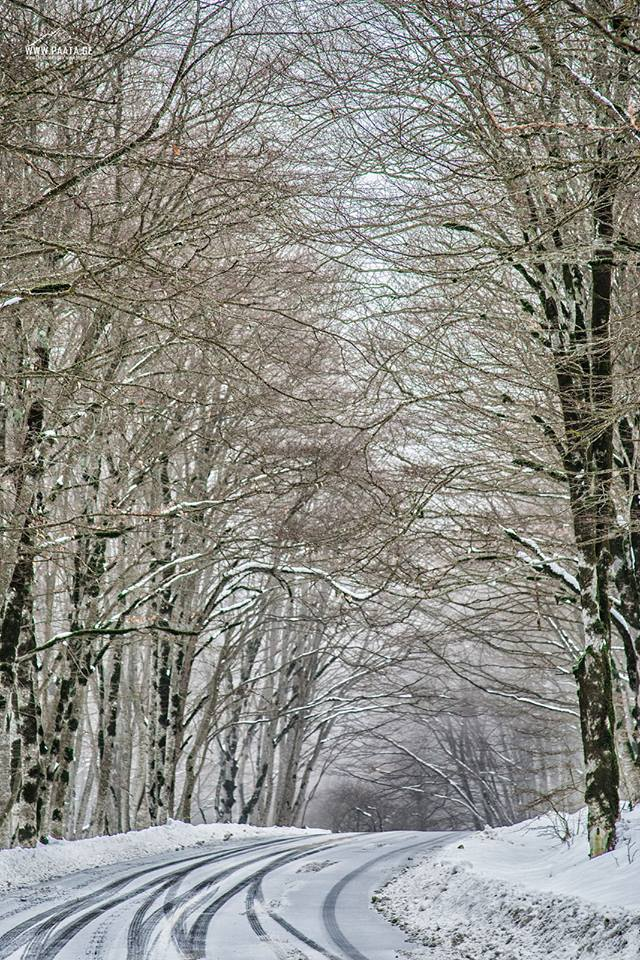